# 卡慕

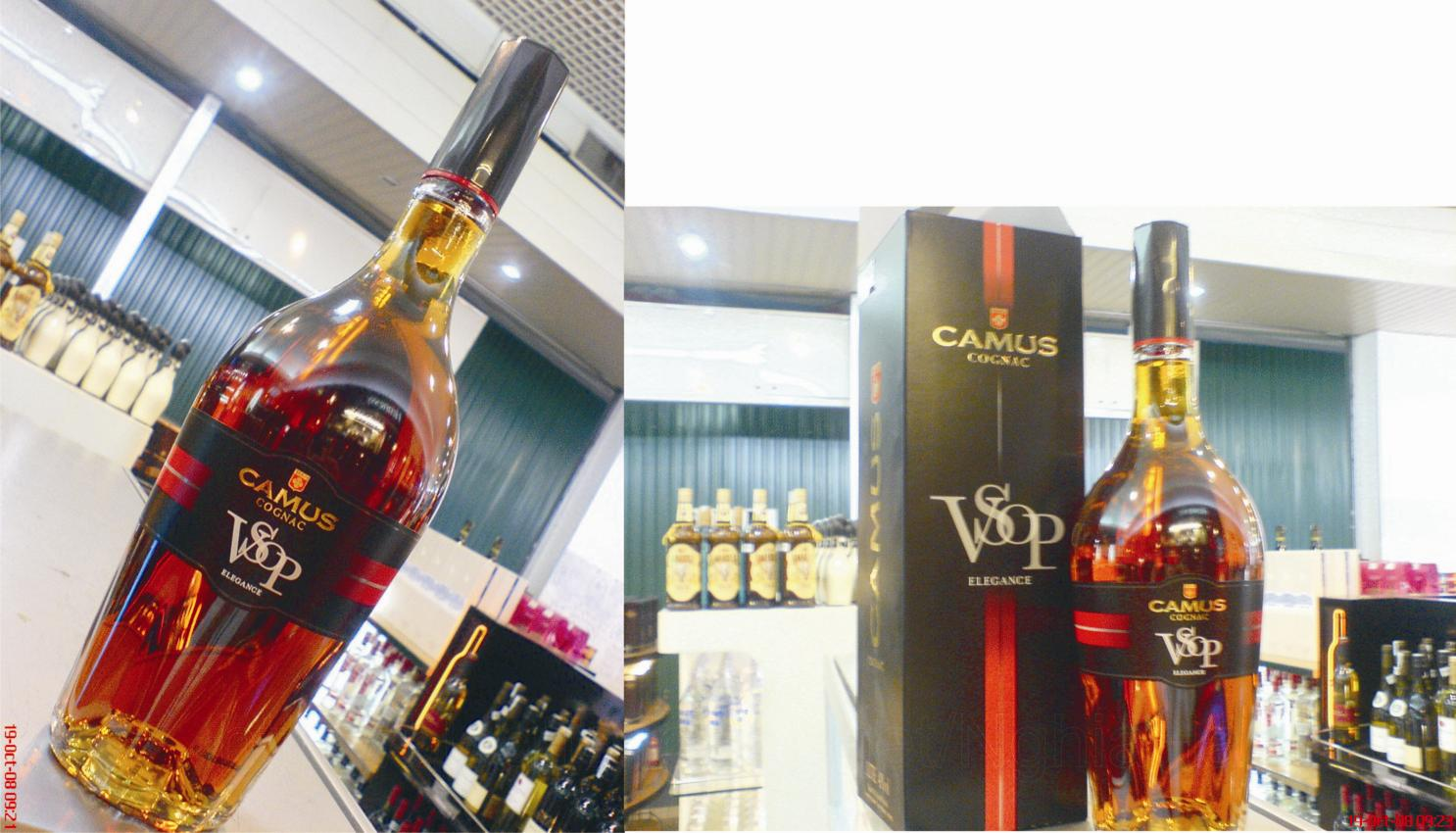
卡慕干邑VSOP

卡慕（Camus，港澳地區舊稱金花），是法國著名的干邑品牌，於1863年創立，至今仍然是家族生意，經歷了5代傳人。
1863年让·巴蒂斯特·加缪（Jean-Baptiste Camus）组织了一个生产者联盟共同销售高质量的干邑，起初命名为“La Grande Marque”。

## 五代传承

### 让·巴蒂斯特·加缪
讓·巴蒂斯特·加缪（Jean-Baptiste Camus，1835-1901），本為栽種葡萄為生，後來自行成立酒莊釀白蘭地，供應予其他酒廠。1863年，為了保證干邑持續的高質量的產量以及充分的庫存的供應，他決定組織一個生產者聯盟。英國是「la Grand Marque」的第一個出口市場。總結多年經驗，讓·巴蒂斯特·加缪決定實現卡慕家族對於從葡萄到成品的生產過程進行整體掌控，便收購了合伙人的股份並創立「卡慕La Grande Marque」。

### 艾德蒙和加斯东·加缪
让·巴蒂斯特·加缪的长子──艾德蒙（Edmond，1859-1933），1894年作为调酒师加入公司，帮助父亲管理生产等各方面。在他领导下，卡慕进一步壮大了在法国市场的销售额。艾德的弟弟，加斯东（Gaston，1865-1945），于1896年加入公司并致力于产品的出口销售。他逐步建立起和俄罗斯的商品贸易，并使卡慕一度成为俄罗斯沙皇的宫廷御用酒。

### 米歇尔·加缪
米歇尔·加缪（Michel Camus，1911-1985），1932年，年仅21岁的他加入公司后不断扩展和俄罗斯的贸易关系，并于1959年签订了俄法独家烈酒进出口贸易协议。
1960年初，他开始发展和美国DFS Galleria集团的贸易。针对旅游者，他引进各种礼包样式，其中包括利摩日瓷和巴卡拉水晶制作的酒瓶，并首次提倡对优质拿破仑酒使用磨砂签名酒瓶。

### 让·保罗·加缪

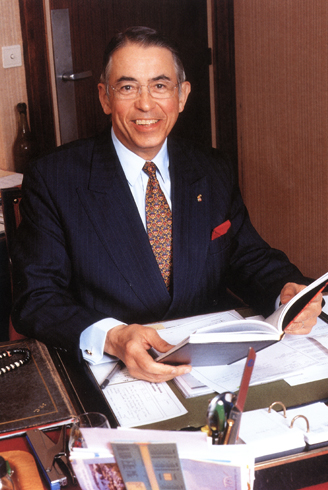
Jean-Paul.Camus

生于1945年，于1977年作为调酒师加入公司帮助他的父亲。让·保罗·加缪为扩大公司酒庄的规模，在布特妮区购入传统的家族土地，这有力地提高了公司的生产和储备能力。
同时他将父亲的商业政策应用于免税店，发展亚太地区的机场及空乘市场。通过DFS Galleria和切克.芬尼签订的全球独家销售权，使卡慕拿波伦曾以年盈利超过1亿美元成为80年代最畅销的干邑。除此之外，它还是日本最受欢迎的干邑。

### 西里尔·加缪
西里尔·加缪（Cyril Camus），生于1971年，在美国商学院学士毕业后，于1994年作为公司在中国北京的贸易关系总监加入到卡慕。1998年，任职市场总监的他再次返回法国干邑，监理为免税店创作众多新产品的工作。在他的带领下研发出的新品---卡慕布特妮XO，一个家族酒庄生产的布特妮的纯粹系列，现已作为卡慕公司的形象产品。同时他还开发了产于雷岛的一款新品干邑。自2004年来，他继承家族事业，成为卡慕总裁，并大力发展卡慕经典干邑系列。

## 时间表
- 1863 - 创立公司
- 1910 - 成为俄罗斯沙皇的宫廷御用酒
- 1960 - 进入免税店市场
- 1971 - 成立首个香港办事处
- 1991 - 于布特妮地区扩大酒庄规模
- 2000 - 首次发布卡慕布特妮XO，公司的旗舰产品诞生
- 2007 - 创办远流，卡慕在中国的子公司
- 2008 - 建立CIL US，卡慕在美国的子公司，并开办卡慕越南办事处
- 2009 - 首家卡慕世家商店正式营业，同时首家卡慕世家酒廊在北京开业[2]